# Boubacar Boris Diop
Boubacar Boris Diop (Dakar, 1946) es un escritor y periodista senegalés.

## Biografía
Novelista, ensayista, dramaturgo y guionista, fue director del periódico Matin de Dakar. En 1998, participó con otros 10 escritores africanos en un proyecto de escritura sobre el genocidio de Ruanda: «Rwanda: écrire par devoir de mémoire», producto del cual fue su obra Murambi, le livre des ossements. Se han traducido al español sus obras África desde el otro lado del espejo, El osario y Los tambores de la memoria, así como algunos de sus relatos.

## Obra

### Novelas
- Le Temps de Tamango. París, L’Harmattan, 1981. Reedición: París, Le Serpent à Plumes, 2002.
- Les Tambours de la mémoire. París, L’Harmattan, 1991, coll. Encres noires (Gran Premio de Letras de la República de Senegal).
- Les Traces de la meute. París, L’Harmattan, 1993.* Le Cavalier et son ombre, París, Stock, 1997.
- Murambi, le livre des ossements, París, Stock, 2000.

- Doomi Golo, Dakar, Papyrus, 2003.
- L’impossible innocence, París, ed. P. Rey, 2004.
- Kaveena, Philippe Rey, 2006.

### Ensayo
- África desde el otro lado del espejo, oozebap: Barcelona, 2009.
- Negrophobie (con Odile Tobner y François-Xavier Verschave). Les arènes, 2005.
- Le Temps des aveux, Labor, Bélgica 1993, colección de textos sobre Ecriture et démocratie.

### Escritos políticos
- Nicholas Sarkozy’s Unacceptable, 2008. Speech By Boubacar Boris Diop (tradujo del francés Wandia Njoya).
- Ivory Coast: colonial adventure × Boubacar Boris Diop. Monde Diplomatique abril de 2005.
- LE SENEGAL ENTRE CHEIKH ANTA DIOP ET SENGHOR (enlace roto disponible en Internet Archive; véase el historial, la primera versión y la última).. Boubacar Boris Diop, 2005.
- Boubacar Boris Diop (Journaliste écrivain) : Les parents pauvres des médias (enlace roto disponible en Internet Archive; véase el historial, la primera versión y la última).. The PANOS Institute of West Africa, 2002.
- Boubacar Boris Diop, Dakar Noir. Transición - Punto 87 (v. 10, N.º 3) 2001, p. 90–107.
- The new wretched of the earth sobre los exclaves de España en Ceuta y Melilla en signandsight.com.